# Дилън (окръг, Южна Каролина)
Окръг Дилън (на английски: Dillon County) е окръг в щата Южна Каролина, Съединени американски щати. Площта му е 1054 km², а населението – 28 292 души (1 април 2020). Административен център е град Дилън.